# КВ-9
КВ-9 (Объект 229) — советский опытный тяжелый штурмовой танк первой половины Великой Отечественной войны. Аббревиатура «КВ» расшифровывается как имя маршала СССР Климента (Клима) Ворошилова, а индекс «9» обозначает порядковый номер данной модели танка, которая являлась продолжением в линейке модификаций советских тяжелых и сверхтяжелых танков КВ. В советской проектной документации танк КВ-9 обозначалась как «Объект 229».

## История создания
Бои 1941 года подтвердили прекрасные характеристики танка КВ. Вместе с тем, анализ боевого применения советских тяжелых танков указывал на необходимость создания артиллерийского (штурмового) тяжелого танка.
Основной идеей при этом была попытка создания многоцелевого тяжелого танка, способного успешно бороться не только с укреплениями противника, но и с его танками.
Осенью 1941 года, после неудачи с освоением КВ-3 и КВ-5, встал вопрос создания артиллерийского (штурмового) танка. Тяжелый танк КВ-9 («Объект 229») был очередной попыткой перевооружить серийный КВ-1 более мощной артсистемой, в данном случае — 122-мм танковой гаубицей У-11,раздельно-гильзового заряжания, спроектированной в декабре 1941 года под руководством инженеров В. Сидоренко и Н. Усенко. Работы над машиной начались в ноябре 1941 года на ЧТЗ (при участии инженеров Уралмаша) и продолжались по апрель 1942 года. Всего за этот период удалось создать один прототип, по результатам испытаний которого «Объект 229» был рекомендован для принятия на вооружение под обозначением КВ-9. Кроме прототипа, завод должен был выпустить установочную партию в 10 танков, реально удалось выпустить еще один КВ-9, хотя орудий У-11 завод № 9, ответственный за их выпуск, произвел 10 штук.
Масса танка составляла 47 тонн, экипаж состоял всего из 4 человек: двое располагались в башне, двое — в корпусе.
Танк имел слегка измененную литую башню от КВ-1. Для защиты танка от огня противотанковой артиллерии его лобовая броня достигала толщины — 135 мм, толщина крыши башни — 40 мм. Танк оборудовался телескопическим прицелом ТМФД. Угол вертикальной наводки -4° +19,5°. Для стрельбы использовались боеприпасы от гаубицы М-30. Боекомплект танка составлял 48 выстрелов для орудия и 2646 патронов для трех 7,62-мм пулеметов ДТ.